# David Perry (computerspelontwerper)
David Perry (Lisburn, 4 april 1967) is een Noord-Ierse computerspelontwikkelaar. Hij werd bekend voor het programmeren van platformspellen voor 16 bit-spelcomputers in de jaren 1990, zoals de titels Disney's Aladdin, Cool Spot en Earthworm Jim.
Hij was directeur van Gaikai, een cloud-gebaseerde spelservice die startte in Nederland, en werd opgekocht in 2012 door Sony Interactive Entertainment voor 380 miljoen dollar.

## Carrière
Perry begon zijn carrière met het schrijven van programmeerboeken voor computerspellen op zijn vijftiende jaar. Twee jaar later verhuisde hij naar Londen om te starten met zijn eerste baan als computerspelontwikkelaar.
In 1991 verhuisde hij naar de Verenigde Staten. In 1993 richtte Perry Shiny Entertainment op, waar hij werkte van 1993 tot 2006. Het eerste spel van Shiny, Earthworm Jim, werd een grote hit dat miljoenen keren is verkocht. Hij creëerde spellen voor bedrijven als Disney, 7UP en McDonald's.
Zijn spellen hebben wereldwijd bijna 1 miljard dollar opgebracht.

## Onderscheidingen

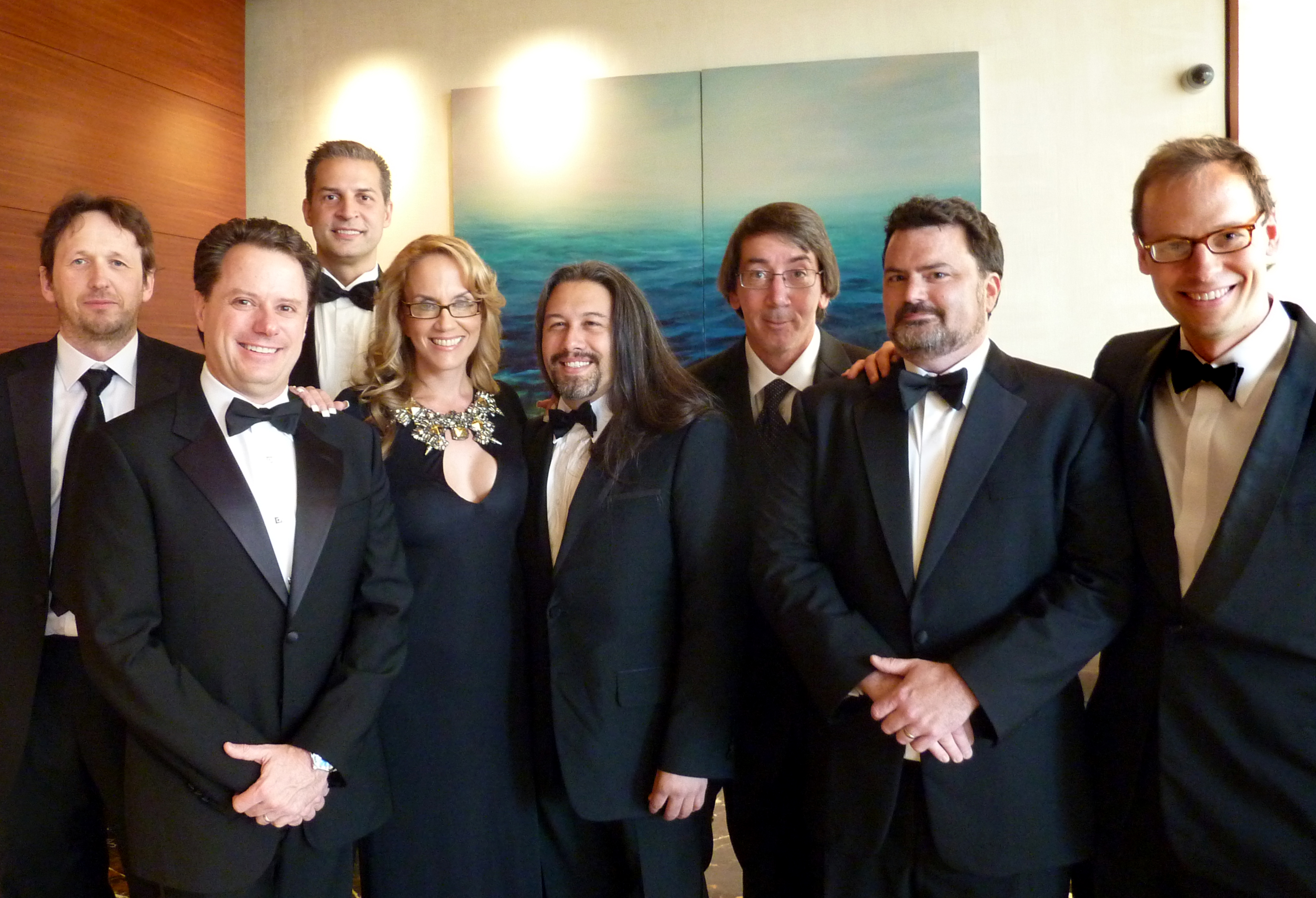
Perry (3e van links) en andere spelontwikkelaars tijdens een bijeenkomst van BAFTA in 2011.

In 2008 ontving Perry een eredoctoraat van de Queen's Universiteit van Belfast voor zijn diensten aan de computerspelindustrie.

## Selectie van computerspellen
- Teenage Mutant Ninja Turtles (1989)
- The Terminator (1992)
- Global Gladiators (1993)
- Cool Spot (1993)
- Disney's Aladdin (1993)
- Earthworm Jim (1994)
- MDK (1997)
- Wild 9 (1998)
- Messiah (2000)
- Sacrifice (2000)
- Enter the Matrix (2003)